# George Napolitano
George Napolitano (...) è un fotografo statunitense, specializzato in wrestling professionistico.
Napolitano ha scattato alcune delle immagini più importanti del circuito del wrestling professionistico: icone come Hulk Hogan, André the Giant, Ric Flair, Vince McMahon, Stone Cold Steve Austin e Mick Foley sono tutte passate attraverso l'obiettivo del fotografo.
È autore di numerosi libri fotografici, inclusi Hot Shots and High Spots, Wrestling Heroes and Villains, This is Wrestling! e The Pictorial History of Wrestling: The Good the Bad and the Ugly (con Bert Randolph Sugar).
Nel 2013 ha ricevuto il Jim Melby Award, premio che riconosce l'eccellenza nel giornalismo professionale del settore, e nel 2017 è stato inserito nella National Wrestling Hall of Fame.
Nel 2022, durante un tour promozionale per la presentazione del film Black Adam, Dwayne "the Rock" Johnson ha ringraziato pubblicamente il fotografo per il suo lavoro all'interno del circuito e, in particolare, per le foto scattate alla sua famiglia nell'arco di tre generazioni.
Era un grande amico di Road Warrior Hawk.

## Riconoscimenti
- George Tragos/Lou Thesz Professional Wrestling Hall of Fame
  - Jim Melby Award (2013)[4]
- Professional Wrestling Hall of Fame
  - Classe del 2017
- Pro Wrestling Illustrated
  - Stanley Weston Award (2022)